# 2020 en sport
La pandémie du Covid-19 a provoqué à partir du mois de mars 2020 l'arrêt de toutes les compétitions sportives prévues dans l'année, puis leur report, comme c'est le cas pour les Jeux olympiques d'été de 2020 ou  l'Euro 2020 de football, tous deux désormais programmés en 2021.
Tout le calendrier ci-dessous après le mois de mars n'est que celui qui était prévu avant la pandémie et le confinement dans le monde entier.

## Principaux événements sportifs

### Par dates(date de début)

#### Janvier
- 1er janvier : 12e édition de la Classique hivernale de la LNH, disputée au Cotton à Fair Park dans la ville de Dallas, Texas.
- Du 5 au 17 janvier : 42e édition du Rallye Dakar, se déroulant pour la première fois en Arabie saoudite et pour les cinq prochaines années.
- Du 9 au 22 janvier : 3e édition des Jeux olympiques d'hiver de la jeunesse qui se déroulent à Lausanne en Suisse.
- Du 10 au 26 janvier : 14e édition du championnat d'Europe masculin de handball. Il se déroule  pour la première fois, conjointement dans trois pays : en Autriche, en Norvège et en Suède.
- Du 16 au 26 janvier : 24e édition du championnat d'Afrique masculin de handball. Il se déroule en Tunisie dans les villes de Radès, Hammamet et Nabeul.
- Du 20 au 26 janvier : 112e édition des Championnats d'Europe de patinage artistique qui ont lieu à Graz en Autriche.
- Du 20 au 2 février : 108e édition de l'Open d'Australie qui se déroule à Melbourne.
- 23 janvier : début de la 48e édition du championnat du monde des rallyes avec la 1re manche qui commence avec le Rallye de Monte-Carlo.
- Du 25 - 26 janvier : 58e édition des 24 Heures de Daytona, disputées sur le Daytona International Speedway, première manche du WeatherTech SportsCar Championship.

#### Février
- Du 1er février au 14 mars : 126e édition du Tournoi des Six Nations de rugby à XV en Europe occidentale.
- Du 2 février au 15 mars : 25e édition du Tournoi des Six Nations féminin de rugby à XV en Europe occidentale.
- 3 février : les Chiefs de Kansas City remportent leur 2e Super Bowl 30-21 contre les 49ers de San Francisco lors du Super Bowl LIV à Miami.
- Du 11 février au 16 février : 3e édition du Tour de Colombie.
- Du 13 février au 23 février : 56e édition des championnats du monde de biathlon qui ont lieu à Antholz-Anterselva, en Italie.
- Du 14 février au 16 février : 49e édition des championnats du monde de luge qui se déroulent à Sotchi en Russie.
- 16 février : NBA All-Star Game 2020, à Chicago
- Du 21 février au 1er mars : 67e édition des Championnats du monde de la FIBT qui se déroulent à Altenberg en Allemagne.
- Du 26 février au 1er mars : 117e édition des Championnats du monde de cyclisme sur piste qui se déroulent au Velodrom de Berlin en Allemagne.

#### Mars
- Du 8 au 15 mars : 78e édition de Paris-Nice qui part de Plaisir dans les Yvelines. La compétition comprend huit étapes[1].
- 11 mars : La NBA annonce la suspension du championnat pour au minimum 30 jours à la suite du cas positif du basketteur francais Rudy Gobert
- 15 mars : la 35e édition du Grand Prix d'Australie de Formule 1, sur le circuit de l'Albert Park, à Melbourne, première manche du championnat 2020 est annulé en raison de la pandémie de maladie à Coronavirus, le 13 mars à quelques heures des premiers essais libres[2].
- 22 mars : la 17e édition du Grand Prix de Bahreïn de Formule 1, sur le circuit international de Sakhir, à Manama, la capitale de Bahreïn, 2e manche du championnat 2020 qui devait par principe de précaution se disputer à huis clos à cause de la pandémie de maladie à coronavirus[3] est finalement déplacé à une date ultérieure[4].
- 24 mars : le CIO annonce ce mardi le report d'un an des Jeux de Tokyo 2020 ainsi que des Jeux paralympiques de Tokyo 2020 en raison de la crise sanitaire du coronavirus sans définir de date précise[5],[6],[7].

#### Avril
- 5 avril : la 1re édition du Grand Prix du Viêt Nam de Formule 1, sur le circuit urbain de Hanoï à Hanoï, 3e manche du championnat 2020 est reporté à une date ultérieure en raison de la pandémie du coronavirus.

#### Mai
- 9 mai : Départ prévu de la 103e édition du Tour d'Italie qui devait se terminer le 31 mai mais reporté du 3 au 25 octobre.
- 16 mai : deux mois après l'arrêt de la Bundesliga à cause du coronavirus, les compétitions de football reprennent vie ce samedi en Allemagne, mais la Ligue s'est résolue à l'organisation de rencontres à huis clos, qui figure dans le protocole sanitaire présenté au gouvernement[8].

#### Juillet
- 4 juillet : Départ de la Vendée-Arctique-Les Sables d'Olonne.
- 22 juillet : Reprise de la NBA dans la bulle d'Orlando.
- Du 24 juillet au 9 août : dates prévues des Jeux olympiques d'été de 2020 qui sont organisés à Tokyo au Japon. Ils ont été reportés à l'été 2021 en raison de la pandémie de COVID-19.
- Du 31 juillet au 16 août : début de la 80e édition du championnat du monde de snooker qui se déroule en Angleterre au Crucible Theatre de Sheffield.

#### Août
- Du 25 août au 6 septembre : dates prévues des Jeux paralympiques d'été de 2020 qui sont organisés à Tokyo au Japon. Ils ont été repoussés à l'été 2021 à cause de la pandémie de COVID-19.
- Du 29 août au 20 septembre : départ de la 107e édition du Tour de France qui était initialement prévu pour se tenir du 27 juin au 19 juillet 2020, il est reporté en raison de la pandémie de Covid-19 et part de Nice pour se terminer à Paris, sur l'avenue des Champs-Élysées. Pour la première fois depuis la fin de la Seconde Guerre mondiale, le Tour n'a pas lieu pendant le mois de juillet[9].
- 30 août : départ de la Solitaire du Figaro de la Baie de Saint-Brieuc (Saint-Quay-Portrieux) et l'arrivée de cette 50e édition a lieu à Saint-Nazaire.

#### Septembre
- Du 18 septembre au 20 septembre : début des Championnats d'Europe de slalom (canoë-kayak) qui se déroulent au Prague-Troja Canoeing Centre de Prague (Tchéquie)[10].

#### Octobre
- 4 octobre : 100ème édition du Grand Prix de l'Arc de Triomphe qui voit Sottsass priver Enable d'une triplé inédit.
- 11 octobre : Les Los Angeles Lakers remportent leur 17ème titre NBA en battant le Heat de Miami.

#### Novembre
- 8 novembre : départ de la 9e édition du Vendée Globe au Sables d'Olonne (France)
- Du 15 au 22 novembre : 51e édition de l'ATP Finals a l'O2 Arena de Londres au Royaume-Uni.
- Du 19 au 21 novembre : 34e édition des championnats d'Europe de judo qui se déroulent à l'O2 Arena de Prague, en Tchéquie.
- Du 20 au 22 novembre : 45e édition des championnats panaméricains de judo qui se déroulent à Guadalajara, au Mexique.

#### Décembre
- Du 28 décembre au 6 janvier 2021 : 69e édition de la tournée des quatre tremplins qui se déroule en Allemagne à Oberstdorf et Garmisch puis en Autriche à Innsbruck et Bischofshofen.

### Handball
- Du 10 au 26 janvier : 14e édition du championnat d'Europe masculin de handball. Il se déroule du 10 au 26 janvier 2020 et, pour la première fois, conjointement dans trois pays : en Autriche, en Norvège et en Suède.
- Du 16 au 26 janvier : : 24e édition du championnat d'Afrique masculin de handball. Il se déroule en Tunisie dans les villes de Radès, Hammamet et Nabeul.
- Du 3 au 20 décembre : 14e édition du championnat d'Europe féminin de handball qui se déroule en Norvège dans les villes de Herning et de Kolding.

## Principaux décès
- Diego Maradona, footballeur argentin.
- Kobe Bryant, joueur de basket-ball américain.
- Christophe Dominici, rugbyman français.
- Papa Bouba Diop, footballeur sénégalais.
- Paolo Rossi, footballeur italien.
- Gérard Houllier, footballeur et entraîneur français.
- Michel Hidalgo, footballeur et entraîneur entraîneur français.
- Patrick Le Lay, dirigeant de club français.
- Bruno Martini, footballeur français.
- Pape Diouf, dirigeant de club français.
- Robert Herbin, footballeur et entraîneur français.
- Jacques Secrétin, pongiste français.
- Alex Dupont, footballeur et entraîneur français.
- Rob Rensenbrink, footballeur néerlandais.